# آلبرتو اسکاری
البرتو اسکاری (ایتالیایی: Alberto Ascari؛ زاده ۱۳ ژوئیهٔ ۱۹۱۸ درگذشته ۲۶ مهٔ ۱۹۵۵) یک اتومبیل‌ران فرمول یک اهل ایتالیا بود.